# Serinus melanochrous
Serinus melanochrous là một loài chim trong họ Fringillidae.